# Шарлинац
Шарлинац је насеље у Србији у општини Дољевац у Нишавском округу. Према попису из 2022. било је 769 становника (према попису из 1991. било је 988 становника). До 2008. године званичан назив насеља је био Шарлинце.

## Демографија
У насељу Шарлинац живи 723 пунолетна становника, а просечна старост становништва износи 42,2 година (42,0 код мушкараца и 42,5 код жена). У насељу има 218 домаћинстава, а просечан број чланова по домаћинству је 3,53.
Ово насеље је углавном насељено Србима (према попису из 2002. године), а у последња три пописа, примећен је пад у броју становника.
|  |

| Демографија | Демографија | Демографија |
| Година      | Становника  | Становника  |
| ----------- | ----------- | ----------- |
| 1948.       | 895         |             |
| 1953.       | 953         |             |
| 1961.       | 1.010       |             |
| 1971.       | 958         |             |
| 1981.       | 990         |             |
| 1991.       | 988         | 979         |
| 2002.       | 906         | 912         |
| 2011.       | 869         |             |
| 2022.       | 769         |             |

| Етнички састав према попису из 2002.‍ | Етнички састав према попису из 2002.‍ | Етнички састав према попису из 2002.‍ | Етнички састав према попису из 2002.‍ | Етнички састав према попису из 2002.‍ |
| ------------------------------------ | ------------------------------------ | ------------------------------------ | ------------------------------------ | ------------------------------------ |
|                                      |                                      |                                      |                                      |                                      |
| Срби                                 | Срби                                 |                                      | 807                                  | 89,07%                               |
| Роми                                 | Роми                                 |                                      | 98                                   | 10,81%                               |
| непознато                            | непознато                            |                                      | 1                                    | 0,11%                                |

| Година пописа     | 1948. | 1953. | 1961. | 1971. | 1981. | 1991. | 2002. |
| ----------------- | ----- | ----- | ----- | ----- | ----- | ----- | ----- |
| Број домаћинстава | 116   | 135   | 170   | 211   | 226   | 240   | 225   |

| Број чланова      | 1  | 2  | 3  | 4  | 5  | 6  | 7  | 8 | 9 | 10 и више | Просек |
| ----------------- | -- | -- | -- | -- | -- | -- | -- | - | - | --------- | ------ |
| Број домаћинстава | 21 | 45 | 34 | 30 | 31 | 42 | 15 | 5 | 1 | 1         | 4,03   |

| Пол    | Укупно | Неожењен/Неудата | Ожењен/Удата | Удовац/Удовица | Разведен/Разведена | Непознато |
| ------ | ------ | ---------------- | ------------ | -------------- | ------------------ | --------- |
| Мушки  | 383    | 87               | 259          | 33             | 3                  | 1         |
| Женски | 366    | 52               | 262          | 48             | 4                  | 0         |
| УКУПНО | 749    | 139              | 521          | 81             | 7                  | 1         |

| Пол    | Укупно                    | Пољопривреда, лов и шумарство | Рибарство                            | Вађење руде и камена | Прерађивачка индустрија       |
| ------ | ------------------------- | ----------------------------- | ------------------------------------ | -------------------- | ----------------------------- |
| Мушки  | 216                       | 75                            | 0                                    | 4                    | 53                            |
| Женски | 71                        | 38                            | 0                                    | 0                    | 10                            |
| УКУПНО | 287                       | 113                           | 0                                    | 4                    | 63                            |
| Пол    | Производња и снабдевање   | Грађевинарство                | Трговина                             | Хотели и ресторани   | Саобраћај, складиштење и везе |
| Мушки  | 5                         | 21                            | 21                                   | 0                    | 8                             |
| Женски | 0                         | 2                             | 8                                    | 0                    | 1                             |
| УКУПНО | 5                         | 23                            | 29                                   | 0                    | 9                             |
| Пол    | Финансијско посредовање   | Некретнине                    | Државна управа и одбрана             | Образовање           | Здравствени и социјални рад   |
| Мушки  | 1                         | 0                             | 19                                   | 0                    | 4                             |
| Женски | 0                         | 0                             | 1                                    | 4                    | 7                             |
| УКУПНО | 1                         | 0                             | 20                                   | 4                    | 11                            |
| Пол    | Остале услужне активности | Приватна домаћинства          | Екстериторијалне организације и тела | Непознато            | Непознато                     |
| Мушки  | 5                         | 0                             | 0                                    | 0                    | 0                             |
| Женски | 0                         | 0                             | 0                                    | 0                    | 0                             |
| УКУПНО | 5                         | 0                             | 0                                    | 0                    | 0                             |